# 夕焼け (太田裕美の曲)
「夕焼け」（ゆうやけ）は、太田裕美が1975年の8月に発売したシングルである。

## 解説
夏の終りとともに別れてゆくときの切なさと悲しさ、その後も夏の思い出が忘れられないという楽曲である。

## 収録曲
A面
1. 夕焼け（3分03秒）
  - 作詞:松本隆／作曲:筒美京平／編曲:萩田光雄

B面
1. 水曜日の約束（3分30秒）
  - 作詞:松本隆／作曲:筒美京平／編曲:萩田光雄